# شمال هارو (محطة مترو أنفاق لندن)
شمال هارو (بالإنجليزية: North Harrow)‏ هي إحدى محطات مترو أنفاق لندن. تقع على خط ميتروبوليتان أفتتحت في المنطقة (Zone) رقم 5 أفتتحت في 22 مارس 1915.

## معرض صور

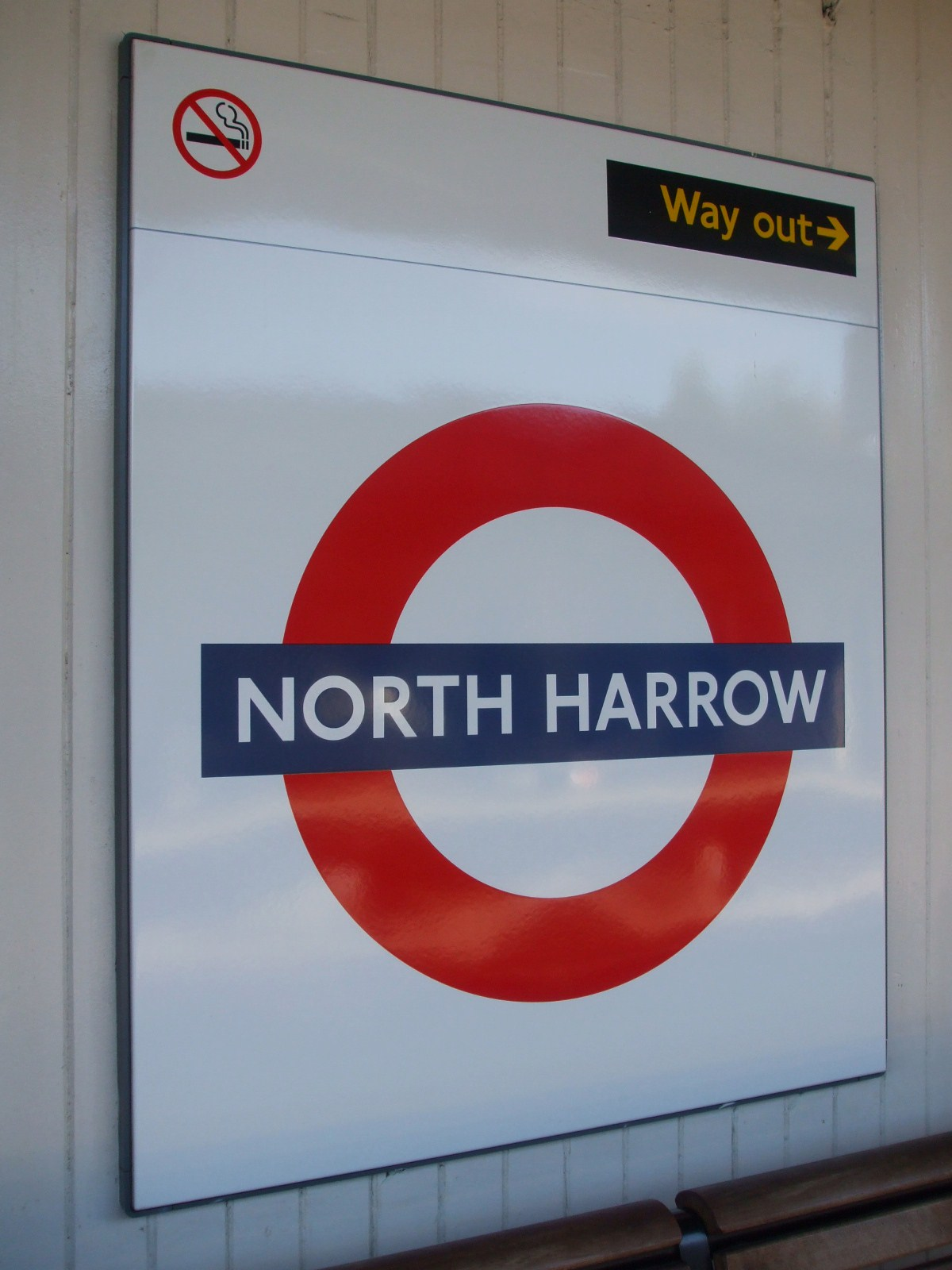
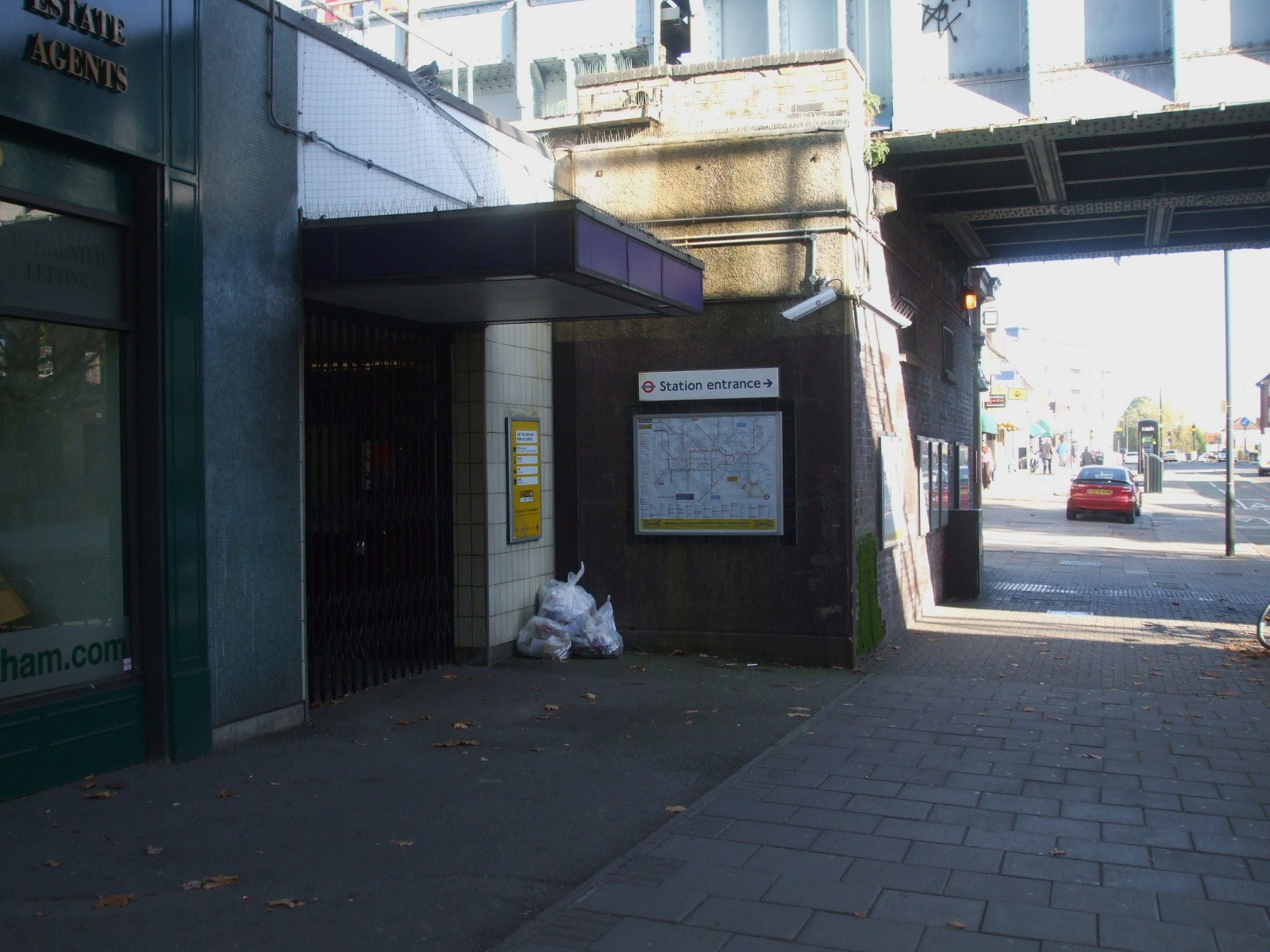
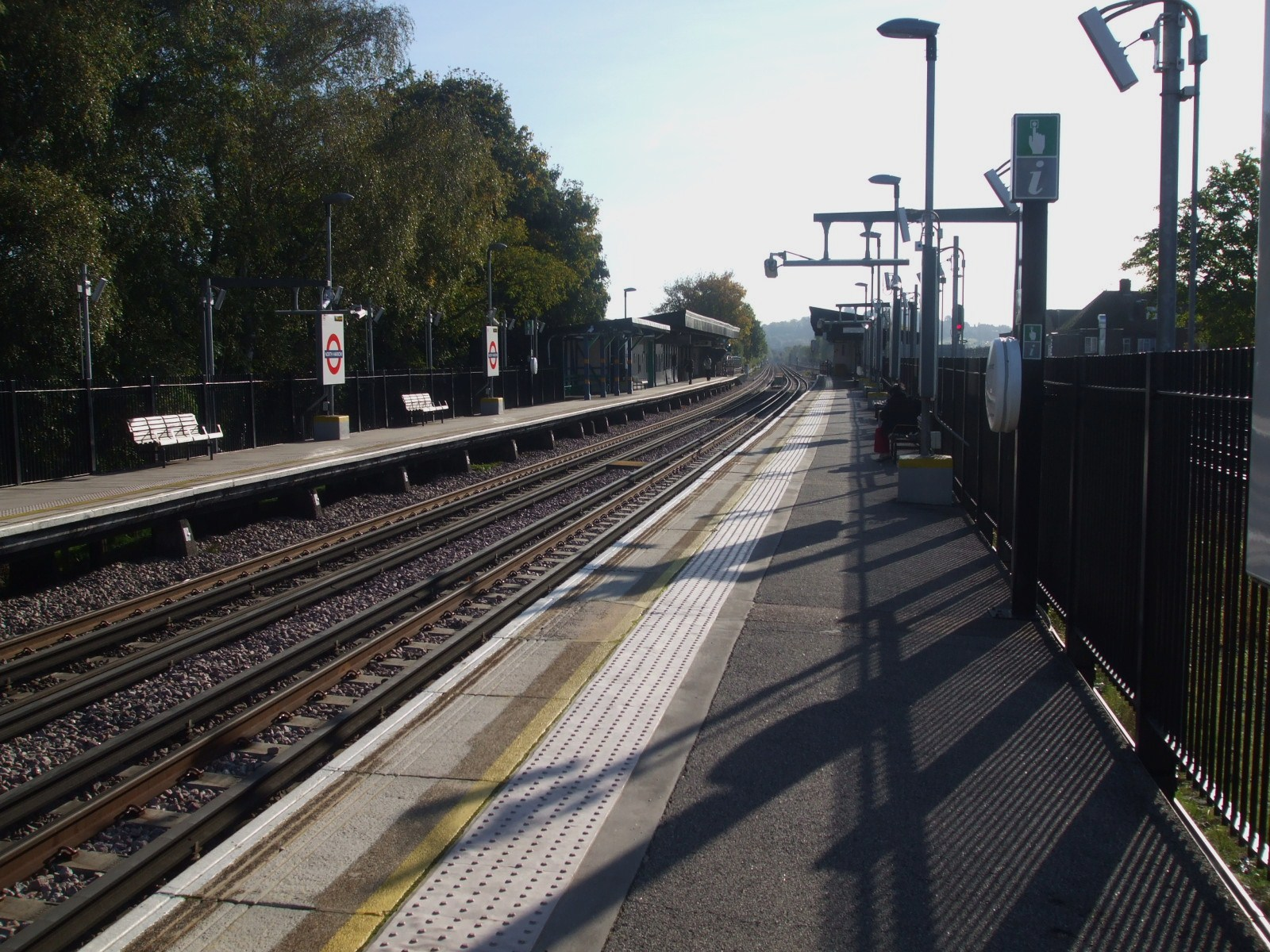